# San Marco Argentano

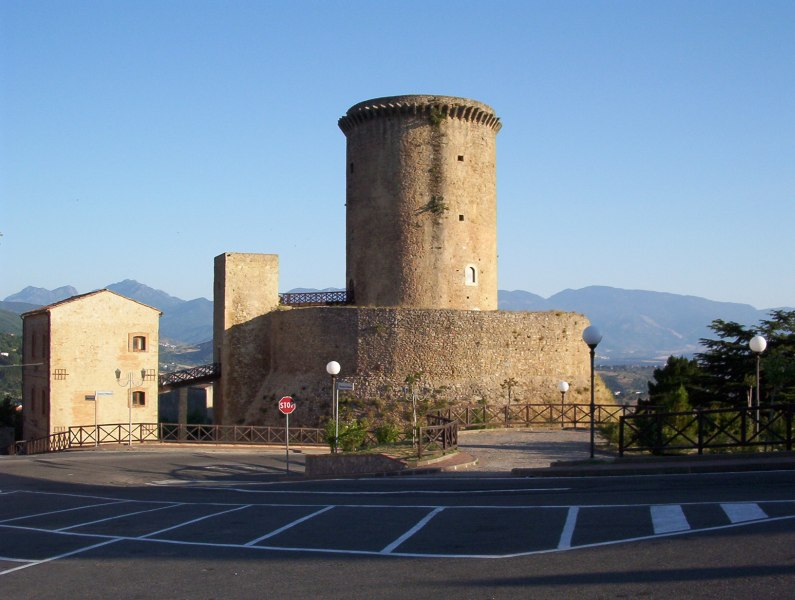
Wehrturm des Robert Guiskard

San Marco Argentano ist eine süditalienische Stadt und ein Bischofssitz in Kalabrien, Provinz Cosenza, an der Staatsstraße 283/533 zwischen Guardia Piemontese und Mandria Luci gelegen. Der Ort hat 6862 Einwohner (Stand 31. Dezember 2023).
San Marco Argentano ist Bischofssitz des Bistums San Marco Argentano-Scalea.

## Geschichte
Um 1050 wählte Robert Guiskard (* um 1015; † 1085), der spätere Herzog von Apulien und Kalabrien und normannische Herrscher, das strategisch günstig gelegene San Marco Argentano als Sitz für sich und seine 60 Mann starke Truppe und ließ einen soliden steinernen Wehrturm errichten.
Im Alter von 15 Jahren brachte man 1431 den Heiligen Franziskus von Paola in das Kloster von San Marco Argentano, in dessen prachtvoller Kirche er sein Gelübde ablegte. Im dortigen Dom befindet sich das silberne Prozessionskreuz, eine Schöpfung des Silberschmieds Meister Giovanni di Longobucco.

## Wirtschaft
Bekannt ist San Marco Argentano heute vornehmlich als Herstellungsort des Butirro, eines Käses, der aus der Milch von Kühen, die vor einem Jahr gekalbt haben, gewonnen wird. Er ähnelt dem Burrini aus Apulien.